# Ивантер, Нина Абрамовна
Ни́на Абра́мовна Ива́нтер (25 марта 1910, Вильна — 2 ноября 2000, Москва) — прозаик и драматург.

## Биография
Родилась 12 марта (по старому стилю) 1910 года в Вильне, в семье Абрама Шмуэл-Шимелевича Ивантера (1877—?) и Розы Беньяминовны Натанзон (1879—?), уроженцев Вильны. У неё была сестра Анна (1908—1971) и брат Беньямин (1904—1942), писатель. Двоюродный брат — физик-ядерщик, доктор физико-математических наук Илья Григорьевич Ивантер (отец поэта Алексея Ивантера).
По окончании средней школы в 1927 году учительствовала в селе Кондурча (ныне в Самарской области). Затем работала в редакциях московских газет и журналов.
Окончила Литературный институт им. А.М. Горького (1939).
Первая книга — «Как мы живём» — была написана Ниной Ивантер в соавторстве с братом, писателем Беньямином Ивантером, и вышла в 1940 году в издательстве «Молодая гвардия». В 1957 году в том же издательстве появился её роман «Жил-был мальчик», а в 1960 году Ивантер написала повесть «Снова август», которая была опубликована в «Новом мире».
Член Союза писателей СССР с 1961 года. Печаталась во многих периодических изданиях, в том числе — в газете «Комсомольская правда».
Проживала в писательском доме: 2-я Аэропортовская улица, д. 16, корпус 3 (с 1969: Красноармейская улица, д. 23).
Похоронена на Головинском кладбище (20 участок).

## Сочинения

### Проза
- Жил-был мальчик: Роман. — М., 1957.
- Снова август: Повесть. — М., 1960.
- Поворот ключа: Повесть. — М.: Советский писатель, 1985.
- Полтора года: Повесть. — М.: Молодая гвардия, 1988.

### Драматургия
- Бывшие мальчики: Пьеса. — М., 1961.
- Молодой человек: Пьеса. — М., 1963.
- Однажды и навсегда: Пьеса. — М., 1966.

## Постановки
- В 1961 году пьеса «Бывшие мальчики» была поставлена в Рижском ТЮЗе.